# Парусный спорт на летних Олимпийских играх 1908 — 7 метров
Соревнования в парусном спорте в классе 7 метров на летних Олимпийских играх 1908 прошли 27 и 29 июля. Приняли участие одна команда из четырёх спортсменов.

## Призёры
| Золото                                                                                      | Серебро | Бронза |
| Великобритания Норман Бингли · Ричард Диксон · Фрэнсис Риветт-Кернек · Чарльз Риветт-Кернек | —       | —      |

## Соревнование
| Место | Спортсмены                                                                               | Место   | Место   | Очки    | Очки    | Очки  |
| Место | Спортсмены                                                                               | 1 гонка | 2 гонка | 1 гонка | 2 гонка | Всего |
| ----- | ---------------------------------------------------------------------------------------- | ------- | ------- | ------- | ------- | ----- |
| 1     | Великобритания Норман Бингли, Ричард Диксон, Фрэнсис Риветт-Кернек, Чарльз Риветт-Кернек | 1       | 1       | 3       | 3       | 6     |